# 후궁견환전
《후궁견환전》(중국어: 后宫甄嬛传, 영어: Empresses in the Palace)은 중화인민공화국의 TV 드라마이다. 대한민국에서는 《옹정황제의 여인》이라는 제목으로도 알려져 있다.

## 개요
2011년 중화인민공화국 BTV에서 총 76부작으로 방영된 드라마로, 원작은 류 리엔즈의 동명의 언정(로맨스)소설이다. 원작 소설은 2007년 중화인민공화국의 온라인 소설 부문 1위를 기록하고 출간 후 베스트셀러가 되었으며, 이 드라마 역시 13.99%의 높은 시청률을 기록했다. 촬영은 베이징시와 저장성 중부의 세트장에서 진행되었다.
청나라 옹정제 시기를 배경으로, 16세의 한족 소녀 견환이 궁중에 궁인으로 들어가 황후를 꺾고 황태후의 자리에 오르기까지 벌어지는 일들과 후궁간의 암투 등을 묘사하였다.
주인공 견환은 건륭제의 생모 효성헌황후를 모델로 삼았다. 그러나 작중에서 한족으로 묘사된 견환과는 달리 효성헌황후는 만주족이었으며, 또 건륭제를 양아들로 묘사한 것과는 달리 실제로 건륭제는 효성헌황후의 친아들이다. 그 외에도 여러 가지 면에서 실제 역사와 다른 점이 있다. 단 궁중생활 등의 장면에 있어서는 고증을 철저히 하여 사실성을 높였다.
본래 후궁견환전의 원작은 가상 주나라를 배경으로 한 궁중물이다. 드라마로 만드는 과정에서 청나라 옹정제시대를 배경으로 각색해 역사와 다른 면이 존재한다.
주연 쑨리는 본 작품으로 2013년 《제41회 국제 에미상》의 최우수 여우주연상 후보에 올랐다.

## 줄거리
1722년의 구자탈수(9명의 황자가 왕좌를 둘러싸고의 죽임)의 끝에, 아즈마 마사이제는 형제를 추방해, 강희제의 유일한 후계자가 되어, 청왕조 5대째의 황제가 되었다.
그와 동시에 후궁에서도 권력을 둘러싸고 여자들의 욕설이 떠오르고 있었다. 한민족인 甄嬛는 가족의 부흥을 위해 만주인 雍正帝의 후궁에 들어갔다. 거기에는 이미 격렬한 싸움이 시작되어 '제정제의 황후'와 '대장군의 여동생의 화비'의 파벌로 이분했다. 진창은 진궁의 첫날에는 '침 눈썹'과 '안릉용'을 만나고, 이 세 사람은 파벌 싸움 아래 자신들을 지키고 싶기 때문에, 甄嬛을 중심으로 하는 '삼자매 동맹'을 짜이다. 본래 甄嬛는 그대로 속임수를 떠나 자매와 함께 평온한 생활할 생각이지만, 雍正帝의 寵愛를 받은 것보다, 아무래도 타인으로부터 억지로 음모로 소용돌이 치고 있었다. 그러나 쇼우는 기존의 여성의 주인공과는 크게 다르고, 단지 선의를 계속하고, 악인의 자극을 몇번이나 용서하는 여자와는 정반대로, 그녀는 한 번만의 학대를 받았다고 해도, 즉시 상대를 찾아내고 다시 한다. 그리고 결코 죄없는 사람에게 칼날을 찔리지 않고, 반대로 자신보다 약한 사람과 단결시켜 함께 학대를 때린다.
이야기 전반에서는 후궁 최대의 파벌 '화비파'에서 격렬하게 질투받았고, 3자매동맹은 정식적으로 '진휘파'로 결성해 권력을 위해 투쟁을 벌이기 시작했다. 화비파로부터의 매도·협박·처형 및 분죄에 던져지는 것을 계속하고 있는 가운데, 현관은 스스로의 입에서 주동적으로 화비에 반론한다. 더욱 겁쟁이 안릉용에 적을 위한 순간적인 대처법을 가르쳐 안릉용이 甄嬛에서 용기와 정의심을 받은 뒤 유력한 맹우가 되었다. 한편, 우아하고 신분도 높은 침미장은 원래 싸우지 않지만, 황정제의 제일 총비인 화비는 침 눈썹을 최대의 적과 간청해, 4회 연속의 학대를 걸었다. 심미소는 “학대에 대한 선심이나 관용은 쓰레기처럼 아무런 도움이 되지 않는다”고 통감하고, 현관의 인심장악술을 배우고 냉혹함을 닦고, 마음의 온화함은 설정제보다 도 격상 상태가 되었다. 甄嬛派의 세 사람은 집단 행동으로 화비파에 공격하고 함정을 걸려 화비를 다섯 번의 패전에 빠뜨리는 것이 성공했다. 언제나 타인을 모욕하고 있던 화비는 소질이 전면적으로 강해진 선인군 앞에 아무런 어쩔 수 없이 화비파의 인원수도 급속히 줄어들었다. 甄嬛에서 '귀녀의 불임과 유산, 실은 귀녀가 사랑하는 雍正帝의 작업'을 듣고 화비는 남편에게 절망하고 웃으며 자살했다. 화비의 죽음과 함께 화비파 자체가 그림자 없이 근절되었다.
이야기의 후반에 들어가서, 현관파는 빛나는 승리를 얻고, 일안심이라고 생각했을 때, 또 하나의 파벌 「황후파」는 출동했다. 황후는 “당신의 총애는 설정제의 죽은 순전 황후를 닮았기 때문에 받은 것”이라고 현관에 선보였고, 고고의 현관은 자신이 단지 타인의 환옥임을 아무래도 받지 못했다. 황후파는 甄嬛派가 다음 화비파가 될 것을 두려워 甄嬛派의 해체 작업을 시작했다. 가난한 출신으로 열등감을 갖고 있는 안릉용은 고귀한 출신의 찜쑤장과 자신가의 현관을 계속 부러워 황후는 이 마음의 흔들림의 틈을 노렸다. 안릉용은 얼마 지나지 않아 황후의 배신 초대에 의해 진심으로 자신의 자매에게 원한을 일으켰다. 자신의 노력의 성과가 모두 황후에 취해진 쇼우츠는, 몸도 마음도 피곤해, 차라리 자금성 옆의 절 「간로사」에 수행하기로 했다. 설마 거기서 雍正帝의 남동생 과군왕과 상애해, 두 아이를 순조롭게 낳기 위해, 또 황후파에의 복수를 향해, 다시 현란 호화로운 후궁으로 돌아왔다. 그때 안릉용은 이미 황후파의 일원이 되었고, 그녀는 그렇게 사이가 좋았던 쑥눈썹을 용서없이 죽였다. 甄嬛도 우정을 위해 눈물을 흘리며 안릉용을 철저히 학대한 뒤 죽였다. 살아남은 황후는 마지막 난관이었지만, 당황은 황후가 순원황후를 죽였다는 증거를 찾아내고, 황정제가 순원황후를 깊게 사랑하는 것을 이용해, 그 증거를 황정제에게 보여줬다. 雍正帝는 곧 화를 내고, 황후를 실각시키고, 한층 더 그녀를 황후의 침전 「경인궁」안에 죽을 때까지 유폐시키고 있었다. 황후도 雍正帝와 절장의 싸움에 섞여, "나는 순전 황후도 폐하도 죽일 힘이 있지만, 폐하를 남편으로 사랑했기 때문에 할 수 없었다"고 한마디를 남기고, 다시 雍正帝를 만나 아니었다.
수많은 음모를 넘어, 장관은 자금성의 최대의 파벌의 맹주로 승격해, 이 권력 확대가 마침내 의심을 초래했다. 雍正帝는 甄嬛에게 그녀와 관계를 갖고 있던 과군왕을 죽이겠다고 명령했고, 이것을 몸의 증거로 甄嬛의 진심을 물었다. 과군왕은 자신의 형이 무려 자신까지도 죽이고 싶다는 실태에 앙천하고 스스로 독주를 삼켜 죽어 버렸다. 甄嬛는 雍正帝가 사람의 생명을 경멸하고, 그 자신의 가족·형제·비·대신을 도구처럼 취급하는 것으로부터 격노되어, 순식간에 「인간의 싸움은 전부, 불합리한 지배자로부터 낸다」라고 깨달았다. 雍正帝의 병 가운데, 쇼嬛는 “매회 폐하와 접촉하고 있을 때, 뱉을 정도의 기분 나쁜 밖에 느끼지 않는다”고 말해, 정지를 찌르는 형태의 한마디로 雍正帝를 죽음으로 쫓았다.
그녀는 결국 자신의 인생에서 만나는 모든 여자·남·귀족·관료 그리고 황제조차도 넘어 청국의 정점 '성모황태후'가 되어 역사상의 효성헌황후라고 불리는 지위를 손에 얻는다. 했다.

## 출연

### 주요 인물
- 쑨리: 견환 / 뉴호록 견환(甄嬛 / 鈕祜祿·甄嬛, 완상재-완귀인-완빈-폐비-희비-희귀비-성모황태후) 역
- 차이사오펀: 오랍나랍 의수(烏拉那拉·宜修) 역
- 천젠빈: 애신각라 윤진(愛新覺羅·胤禛) 역
- 리둥쉐: 애신각라 윤례(愛新覺羅·允禮) 역

### 후비
- 장신: 연세란(年世蘭, 화비-화귀비-연비-화비-연답응-폐비-돈숙귀비(추증)-돈숙황귀비(추증)) 역
- 란시: 심미장(沈眉莊, 심귀인-혜귀인-심답응-혜귀인-혜빈-혜비) 역
- 타오신란: 안릉용(安陵容, 안답응-안상재-안귀인-안빈-리비) 역
- 리이쥐안: 제월빈(齊月賓, 단비-단귀비-단황귀비) 역
- 천쓰쓰: 조금묵(曹琴默, 조귀인-양빈) 역
- 탕이신: 과이가 문원(瓜爾佳·文鴛, 기귀인-기빈-기귀인-폐서인) 역
- 완메이시: 여영풍(呂盈風, 흔상재-흔귀인-흔빈) 역
- 자오친: 부찰귀인(富察貴人) 역
- 러이자: 섭란의(葉瀾依, 섭답응-녕귀인-녕빈) 역
- 마오샤오퉁: 채빈(采蘋) 역
- 탄쑹윈: 순상재(淳常在,순상재-순귀인(추증)) 역
- 류잉: 하동춘(夏冬春, 하상재) 역
- 추이만리: 여앵아(余鶯兒, 궁녀-여관녀자-여답응-여관녀자) 역
- 허야난: 강상재(康常在) 역
- 장야멍: 제비(齊妃) 역
- 양팡한: 경빈(敬嬪, 경빈-경비-경귀비) 역
- 리자쉬안: 여빈(麗嬪) 역
- 궈쉬안: 정빈(貞嬪) 역
- 류이퉁: 교송지(喬頌芝, 궁녀-지답응-궁녀) 역

### 황족
- 류쉐화: 오아 성벽(烏雅·成璧) 역
- 지쯔한→야오완얼: 온의공주(溫宜公主) 역
- 쭝링→류신위→양신이: 농월공주(朧月公主) 역
- 딩샤오메이: 영서공주(靈犀公主) 역
- 장즈샹: 정화공주(靜和公主) 역
- 장옌: 오랍나랍 청앵(烏拉那拉·青櫻) 역
- 위안이: 부찰낭화(富察·琅嬅) 역
- 왕원제: 홍력(弘曆) 역
- 우리펑: 홍시(弘時) 역
- 양치: 맹정한(孟靜嫻, 과군왕 측복진) 역
- 류옌: 서태비(舒太妃) 역
- 톈시핑: 돈친왕(敦親王) 역
- 톈푸쥔: 보르지기트씨(爾濟吉特氏, 돈친왕 적복진) 역
- 왕민: 항친왕(恒親王) 역
- 탄리민: 항친왕 측복진 역
- 캉푸전:신군왕(慎郡王) 역
- 쉬루: 견옥요(甄玉嬈, 귀족여식-적복진) 역

### 태의
- 장샤오룽: 온실초(溫實初) 역
- 황닝성: 장미(章彌) 역
- 두샤오타오: 강성(江誠) 역
- 양샤오보: 강신(江愼) 역
- 궈천: 유분(劉畚) 역
- 친이밍: 위림(衛臨) 역

### 관료
- 선바오핑: 견원도(甄遠道) 역
- 장이: 융과다(隆科多) 역
- 쑨닝: 연갱요(年羹堯) 역
- 마웨이푸: 과이가 악민(瓜爾佳·鄂敏) 역
- 왕뱌오: 장정옥(張廷玉) 역
- 류바이팅: 아진(阿晉) 역
- 쑨보양: 하예(夏刈) 역

### 궁녀
- 란잉잉: 완벽 / 뉴호록 옥은(浣碧 / 钮祜禄·玉隱, 몸종-측복진) 역
- 쑨첸: 최근석(崔槿汐) 역
- 잔징이: 유주(流朱) 역
- 디베이베이: 패아(佩兒) 역
- 양카이춘: 전추(剪秋) 역
- 리잉야: 회춘(繪春) 역
- 청난: 비문(斐雯) 역
- 리췬: 분아(玢兒) 역
- 량이신: 보견(寶鵑) 역
- 후신후이: 보작(寶鵲) 역
- 리멍양: 국청(菊青) 역
- 류인: 길상(吉祥) 역
- 톈수메이: 손죽식(孫竹息) 역
- 양징: 방약(芳若) 약
- 허멍팅: 화수(花穗) 역
- 쑨페이: 복자(福子) 역
- 한위팅: 취과(翠果) 역
- 뤄리나: 우아(雨兒) 역
- 쉬환: 영지(靈芝) 역
- 장이만: 채성(采星) 역
- 저우쯔한: 채월(采月) 역
- 마첸팡: 복령(茯苓) 역
- 팡윈: 채람(采藍) 역
- 인수: 상아(桑兒) 역
- 우이린: 아록(阿綠) 역
- 메이아오둥: 적운(積雲) 역

### 환관
- 리톈주: 소배성(蘇培盛) 역
- 왕이밍: 주녕해(周寧海) 역
- 뤄캉: 소윤자(小允子) 역
- 두샹: 황규전(黃規全) 역
- 장즈웨이: 강충민(姜忠敏) 역
- 쉬레이: 소귀자(小貴子) 역
- 류양: 강복해(江福海) 역
- 왕샤오밍: 숙희(肅喜) 역
- 자오하이룽: 강녹해(康祿海) 역
- 궈쯔하오: 소인자(小印子) 역
- 싱한칭: 계유생(季惟生) 역
- 리루빙: 소하자(小廈子) 역
- 리양: 서진량(徐進良) 역

## 제작
- 각본 : 류롄쯔, 왕샤오핑
- 음악 : 류환
- 연출 : 정샤오룽

## 해외 방영
본 작품은 아래의 국가들에서도 방영되었다.
- 대한민국 : 《옹정황제의 여인》이라는 제목으로 2012년 4월 4일부터 채널칭을 통해 방영되었다.[3]
- 미국 : 원래 76부작인 작품을 1회 90분 13회 분량으로 재편집하였다. 2014년 10월에는 칸 영화제에서 공개되기도 하였다.[8]
- 일본 : 《宮廷の諍い女》라는 제목으로 2013년 6월 18일부터 9월 27일까지 BS 후지 채널을 통해 처음 방영되었으며, 이후 2014년 1월 7일부터 다시 방영되었다.[9]
- 중화민국 : 번체인 《後宮甄嬛傳》의 제목으로 CTS 채널을 통해 방영되었다.